# Budapest kerületei
Budapest kerületei Budapest főváros helyi önkormányzati és közigazgatási egységei. Magyarország fővárosa, Budapest kétszintű önkormányzati rendszerrel rendelkezik, 1994 óta 23 kerületre oszlik, ezeket római számokkal jelölik, emellett közülük 20-nak saját (az önkormányzata által megállapított) neve is van. A kerületeknek saját képviselő-testületük és polgármesterük van, míg a teljes főváros élén a főpolgármester áll, képviselő-testülete a Fővárosi Közgyűlés – Budapest Főváros Önkormányzata Közgyűlésének 1/2020. (II. 5.) önkormányzati rendelete alapján a főváros területén történő összehangolt és hatékony helyi önkormányzati feladatellátás érdekében (a kerületi önkormányzatok, illetve Budapest Főváros Önkormányzata saját hatáskörét nem sértve) együttműködik és egyeztetéseket folytat a kerületi önkormányzatokkal (illetve e mellett biztosítja a fővárosi nemzetiségi önkormányzati működés személyi és tárgyi feltételeit is).

## A kerületek főbb adatai táblázatosan
A táblázat a fejléc megfelelő helyére kattintva átrendezhető.
| Kerületszám | Térkép | Önkormányzat hivatalos (ahol van, rövidített, illetve a kerület) neve | Polgármester                     | Jelölő szervezetek                            | Népesség (2022) | Terület (km²) (2022) | Népsűrűsége (fő/km²) (2022) | Létrehozásának dátuma | Címere |
| ----------- | ------ | --- | -------------------------------- | --------------------------------------------- | --------------- | -------------------- | --------------------------- | --------------------- | ------ |
| I.          |        | Budavári Önkormányzat | Böröcz László (2024 –)           | Fidesz-KDNP                                   | 23 685          | 3,41                 | 6946                        | 1873. november 17.    |        |
| II.         |        | Budapest Főváros II. Kerületi Önkormányzat | Őrsi Gergely (2019 –)            | Momentum-DK-MSZP-Párbeszéd-LMP                | 86 567          | 36,34                | 2382                        | 1873. november 17.    |        |
| III.        |        | Óbuda-Békásmegyer Önkormányzat | Kiss László (2019 –)             | Momentum-DK-MSZP-Párbeszéd-LMP-Jobbik         | 124 746         | 39,70                | 3143                        | 1873. november 17.    |        |
| IV.         |        | Budapest Főváros IV. kerület Újpest Önkormányzata | Trippon Norbert (2024 –)         | Momentum-DK-MSZP-Párbeszéd-LMP-Jobbik         | 94 391          | 18,82                | 5015                        | 1950. január 1.       |        |
| V.          |        | Belváros-Lipótváros Budapest Főváros V. kerület Önkormányzata | Szentgyörgyvölgyi Péter (2014 –) | Fidesz-KDNP                                   | 21 931          | 2,59                 | 8468                        | 1873. november 17.    |        |
| VI.         |        | Budapest Főváros VI. kerület Terézváros Önkormányzata | Soproni Tamás (2019 –)           | Momentum-DK-MSZP-Párbeszéd-LMP                | 35 441          | 2,38                 | 14 891                      | 1873. november 17.    |        |
| VII.        |        | Budapest Főváros VII. Kerület Erzsébetváros Önkormányzata | Niedermüller Péter (2019 –)      | Momentum-DK-MSZP-Párbeszéd-LMP                | 48 943          | 2,09                 | 23 418                      | 1873. november 17.    |        |
| VIII.       |        | Budapest Főváros VIII. kerület Józsefvárosi Önkormányzat | Pikó András (2019 –)             | Momentum-DK-MSZP-Párbeszéd-LMP                | 70 048          | 6,85                 | 10 226                      | 1873. november 17.    |        |
| IX.         |        | Budapest Főváros IX. kerület Ferencváros Önkormányzata | Baranyi Krisztina (2019 –)       | Baranyi Krisztinával Ferencvárosért Egyesület | 59 588          | 12,53                | 4756                        | 1873. november 17.    |        |
| X.          |        | Budapest Főváros X. kerület Kőbányai Önkormányzat | D. Kovács Róbert Antal (2010 –)  | Fidesz-KDNP                                   | 75 628          | 32,49                | 2328                        | 1873. november 17.    |        |
| XI.         |        | Budapest Főváros XI. Kerület Újbuda Önkormányzata | László Imre (2019 –)             | Momentum-DK-MSZP-Párbeszéd-LMP                | 141 090         | 33,47                | 4213                        | 1934. március 1.      |        |
| XII.        |        | Budapest XII. kerület Hegyvidéki Önkormányzat | Kovács Gergely (2024 –)          | MKKP                                          | 57 295          | 26,68                | 2148                        | 1940. július 1.       |        |
| XIII.       |        | Budapest Főváros XIII. Kerületi Önkormányzat | Tóth József (1994 –)             | Momentum-DK-MSZP-Párbeszéd-LMP                | 122 973         | 13,44                | 9150                        | 1938. június 15.      |        |
| XIV.        |        | Budapest Főváros XIV. Kerület Zugló Önkormányzata | Rózsa András (2024 –)            | Momentum                                      | 118 705         | 18,13                | 6547                        | 1935. június 15.      |        |
| XV.         |        | Budapest Főváros XV. Kerület Rákospalota,Pestújhely, Újpalota Önkormányzat | Cserdiné Németh Angéla (2018 –)  | Momentum-DK-Jobbik-MSZP-Párbeszéd-LMP         | 77 091          | 26,94                | 2862                        | 1950. január 1.       |        |
| XVI.        |        | Budapest Főváros XVI. kerület Önkormányzata | Kovács Péter (2006 –)            | Fidesz-KDNP                                   | 73 270          | 33,51                | 2187                        | 1950. január 1.       |        |
| XVII.       |        | Budapest Főváros XVII. kerület Rákosmente Önkormányzata Az önkormányzat élt törvény adta lehetőségével, így a kerület elnevezése az SzMSz szerint: Budapest Főváros XVII. kerület Rákosmente | Horváth Tamás (2019 –)           | Fidesz-KDNP                                   | 84 922          | 54,82                | 1549                        | 1950. január 1.       |        |
| XVIII.      |        | Budapest Főváros XVIII. kerület Pestszentlőrinc-Pestszentimre Önkormányzata | Szaniszló Sándor (2019 –)        | Momentum-DK-MSZP-Párbeszéd-LMP                | 99 400          | 38,60                | 2575                        | 1950. január 1.       |        |
| XIX.        |        | Budapest Főváros XIX. Kerület Kispest Önkormányzata | Gajda Péter (2006 –)             | Momentum-DK-MSZP-Párbeszéd-LMP                | 56 507          | 9,38                 | 6024                        | 1950. január 1.       |        |
| XX.         |        | Budapest Főváros XX. kerület Pesterzsébet Önkormányzata | Szabados Ákos (1998 –)           | független                                     | 63 512          | 12,18                | 5210                        | 1950. január 1.       |        |
| XXI.        |        | Budapest XXI. Kerület Csepel Önkormányzata | Borbély Lénárd (2014 –)          | Borbély Lénárd Csapata                        | 70 442          | 25,75                | 2736                        | 1950. január 1.       |        |
| XXII.       |        | Budafok-Tétény Budapest XXII. kerület Önkormányzata | Karsay Ferenc (2014 –)           | Fidesz–KDNP                                   | 56 534          | 34,25                | 1651                        | 1950. január 1.       |        |
| XXIII.      |        | Budapest Főváros XXIII. kerület Soroksár Önkormányzata | Bese Ferenc (2019 –)             | független                                     | 22 633          | 40,77                | 555                         | 1994. december 11.    |        |

Megjegyzések
1. 1 2 3  1950-ig a Belváros viselte a IV. kerületszámot.
2. 1 2 3 4  A kerület tényleges működésének kezdete, bár működésének kereteit az 1930. évi XVIII. törvénycikk hozta létre (kihirdetve: 1930. május 29.)

## A kerületek története

### 1873 és 1930 között
1872 decemberében fogadták el Pest, Buda és Óbuda egyesítését, a mai Budapest 1873 őszén jött létre. A főváros napját az egyesítés emlékére november 17-én ünnepelik, ugyanis 1873-ban ezen a napon ült össze az egyesített város tanácsa átvéve az elődvárosok tanácsától az ügyek intézését (ez azonban csak egy volt az egyesítéshez kapcsolódó átszervezés eseményei közül, az önkormányzati választást már szeptemberben megtartották, a főpolgármestert és a polgármestert pedig októberben megválasztották).
A három város egyesítéséből létrejött Budapest eredetileg 10 kerületre oszlott:
- a Duna jobb partján (Buda és Óbuda): I. kerület (Vár, Tabán és Krisztinaváros), II. kerület (Országút és Víziváros) és III. kerület (Újlak és Ó-Buda)
- a Duna bal partján (Pest): IV. kerület (Belváros), V. kerület (Lipótváros), VI. kerület (Terézváros), VII. kerület (Erzsébetváros), VIII. kerület (Józsefváros), IX. kerület (Ferencváros) és X. kerület (Kőbánya)

### 1930 után
1930 májusában az 1930. évi XVIII. törvénycikk (Budapest székesfőváros közigazgatásáról) jelentősen módosította a kerületi beosztást: négy új kerület kialakítását határozta el, XI-XIV. sorszámokkal, amelyek azonban csak a következő 10 év folyamán alakultak meg ténylegesen. Ezenkívül Budapesthez csatolták Csepeltől az állami kikötő területét, valamint Budakeszitől a város tulajdonában álló erdőterületet.
A XI. és XII. kerület az I. kerület három részre osztásával alakult ki a Duna jobbparti oldalán, az egykori Buda területén. A XI. kerület 1934. március 1-jétől, a XII. kerület pedig 1940. július 1-jétől működött ténylegesen.
A XIII. és XIV. kerületet a balparti részen, az egykori Pest területén alakították ki úgy, hogy az addigi V., VI., VII. és X. kerületeknek a Dráva utca – Aréna út (ma Dózsa György út) – Kerepesi út – akkori városhatár (északi körvasút) – Duna által határolt kültelki területét elszakították és két részre osztották a váci vasútvonal mentén. A nyugati rész lett a XIII., mely 1938. június 15-től, a keleti pedig a XIV. kerület, mely 1935. június 15-től kezdte meg tényleges működését. Az újonnan alakított kerületek nevet is kaptak, amelyek azonban nem mentek át a köztudatba, a második világháború után nem használták őket (XI. Szentimreváros, XII. Mátyáskirályváros, XIII. Magdolnaváros, XIV. Rákosváros). Az addig Lipótvárosnak nevezett V. kerületet 1937-ben átnevezték Szentistvánvárosra, de az ottani lakosoknak nem tetszett a változás, a második világháború után ismét a Lipótváros nevet használták.
A csepeli állami kikötő területét a IX. kerülethez csatolták, a budakeszi erdő pedig az újonnan létrehozott XII. kerület része lett.
Az átszervezés következtében a korábbi szerkezet, amely az apró IV. kerületből és az azt sugárirányban körülvevő és (kivéve a VIII. kerületet) a városhatárig nyúló kerületekből állt, jelentősen megváltozott. A Belvárost további kis kiterjedésű kerületek vették körül: az I., az V., a VI. és a VII., melyek azonban rendkívül sűrűn lakottak voltak, így népesség szerint egyáltalán nem számítottak kicsinek.

### 1950 után
1950. január 1-jén Budapesthez csatoltak Pest-Pilis-Solt-Kiskun vármegye területéből (Pest megye majd csak február 1-jével alakul meg) hét megyei várost (Budafok, Csepel, Kispest, Pestszenterzsébet, Pestszentlőrinc, Rákospalota és Újpest) és tizenhat nagyközséget (Albertfalva, Békásmegyer, Budatétény, Cinkota, Mátyásföld, Nagytétény, Pesthidegkút, Pestszentimre, Pestújhely, Rákoscsaba, Rákoshegy, Rákoskeresztúr, Rákosliget, Rákosszentmihály, Sashalom és Soroksár). Budapest területéhez csatolták továbbá Csömörtől Szabadságtelepet, Nagykovácsitól Adyligetet és Vecséstől a Ferihegyi repülőteret és környékét.
Az így kialakult Nagy-Budapestet 22 kerületre osztották. A korábbi 14 kerületből egyet (IV.) megszüntettek, és az összes többinek a határai is kisebb-nagyobb mértékben megváltoztak. A fővárossal egyesített 23 településből hármat, a hozzácsatolt három településrészből egyet a régi kerületekhez csatoltak (Albertfalva – XI., Békásmegyer – III., Pesthidegkút – II., Adyliget – II.). A többi 20 egyesített településből és két településrészből kilenc új kerületet hoztak létre. A legészakabbra fekvő Újpest kapta a megszűnt IV. kerület sorszámát, a többi nyolc új kerület pedig körben sorrendben a XV-XXII. számokat. Ezek területe nagyjából az alábbiak szerint alakult ki (a kerülethatárok kisebb-nagyobb részben szinte mindenütt eltérnek az egykori települések határaitól):
- IV. kerület: Újpest megyei város (m.v.) és Rákospalota területéből Istvántelek
- XV. kerület: Rákospalota m.v. (Istvántelek kivételével) és Pestújhely nagyközség (nk.)
- XVI. kerület: Cinkota, Mátyásföld, Rákosszentmihály és Sashalom nk., továbbá Szabadságtelep Csömörtől
- XVII. kerület: Rákoscsaba, Rákoshegy, Rákoskeresztúr és Rákosliget nk.
- XVIII. kerület: Pestszentlőrinc m.v., Pestszentimre nk., továbbá a Ferihegyi repülőtér és környéke Vecséstől
- XIX. kerület: Kispest m.v.
- XX. kerület: Pesterzsébet m.v. és Soroksár nk.
- XXI. kerület: Csepel m.v.
- XXII. kerület: Budafok m.v., Budatétény és Nagytétény nk.

A legutóbbi változás 1994-ben történt, amikor az egykori Soroksár területén létrejött a XXIII. kerület a XX. kerületből való kiválással.

### A nevekről
A 2013. évi CXXVIII. törvény Budapest főváros közigazgatási területével összefüggő egyes törvények módosításáról és az 1994. évi XLIII. törvény Budapest főváros közigazgatási területéről és kerületi beosztásáról alapján Budapest főváros közigazgatási területe a fővárosi önkormányzat által közvetlenül igazgatott Margitszigetre (ami 2013 óta nem tartozik egyetlen kerülethez sem) és a következő kerületekre tagozódik: I. kerület, II. kerület, III. kerület, IV. kerület, V. kerület, VI. kerület, VII. kerület, VIII. kerület, IX. kerület, X. kerület, XI. kerület, XII. kerület, XIII. kerület, XIV. kerület, XV. kerület, XVI. kerület, XVII. kerület, XVIII. kerület, XIX. kerület, XX. kerület, XXI. kerület, XXII. kerület, XXIII. kerület.
A kerületek számozással történő megnevezése Pest, Buda és Óbuda 1873-as egyesítésével létrejött Budapest alapításáig nyúlik vissza. A főváros választó- és közigazgatási kerületei a következők voltak:
Választókerületek: I. Vár, Tabán, Krisztinaváros; II. Víziváros és Halászváros; Országút; III. Újlak és Óbuda a Császárfürdővel; IV. Belváros; V. Lipótváros és a Margitsziget; VI. Terézváros: Király utca – Városligeti fasor – Körönd melletti út – Erzsébet út által szétválasztott bal vagyis északi része; VII. Terézváros: Király utca – Városligeti fasor – Körönd melletti út – Erzsébet út által szétválasztott jobb vagyis déli része a Kerepesi út nyugati vonaláig eső Rákosfalvával s a többi külsőségekkel; VIII. Józsefváros; IX. Ferencváros és Kőbánya.
Közigazgatási kerületek: I-VII-ig a választókerületek szerint; VIII. a Józsefváros addigi belterülete; IX. Ferencváros; X. Kőbánya Józsefváros külterületével.
A főváros kerületei, mint közigazgatási területek méretükben és számukban is többször változtak. A különböző megnevezések, amik egy része hajdani településekre utal, vagy uralkodók iránti tiszteletből keletkeztek (például a IX. kerületnél Ferencváros, amit Pest déli külvárosaként 1792. december 4-én, I. Ferenc király trónra lépésekor „kapott”), nem mind voltak hivatalos megnevezések. Az első reformra 1930-ban került sor, de a kerületszámozások rendszerét ekkor sem sikerült megdönteni. 1950-ben Nagy-Budapest kialakításakor – bár mutatkozott szándék a kerületek alternatív megnevezésre – a közigazgatási területek és azok szerveinek (önkormányzatok, akkoriban tanácsok) hivatalos megnevezései csupán a római számok maradtak. Az 1990-es években újra rendezték a főváros városrészeit. 1994 óta ad a törvény lehetőséget a kerületek képviselő-testületeinek, hogy a „fővárosi kerületi képviselő-testület a szervezeti és működési szabályzatában határozza meg a kerület elnevezését”, így nevükben alternatív vagy hagyományos neveket is megjeleníthetnek.

## Városrészek
Budapest 23 kerületének 2007-ben még 198 városrésze volt. Azóta alakultak újabbak is (mint páldául a Palotanegyed), illetve a 2012. december 12-én keltezett rendeletében a Fővárosi Közgyűlés részben újraszabályozta a városrészek nevét és területét, aminek folytán egyes városrészeket megszüntettek. A rendelet nyomán Budapestnek ma[mikor?] 203 városrésze van.
A legtöbb, szám szerint 33 városrésszel (amiből hármon másik kerülettel is osztozik) a II. kerület büszkélkedhet, míg a legkevesebb, egészen pontosan - hivatalosan - egyetlen városrészből a VI. és a VII. kerületek állnak, amelyeket kizárólag Terézváros és Erzsébetváros alkotnak.
Margitsziget városrész 2013. július 20. óta nem tartozik egy kerülethez sem. A Margit-sziget a főváros közvetlen igazgatása alá került.